# Brålanda
Brålanda is een plaats in de gemeente Vänersborg in het landschap Dalsland en de provincie Västra Götalands län in Zweden. De plaats heeft 1472 inwoners (2005) en een oppervlakte van 153 hectare.